# Воднянци (Добричская область)
Воднянци (болг. Воднянци) — село в Болгарии. Находится в Добричской области, входит в общину Добричка. Население составляет 425 человек.

## Политическая ситуация
В местном кметстве Воднянци, в состав которого входит Воднянци, должность кмета (старосты) исполняет Бейхан Курбан Юсуф (Болгарская социалистическая партия (БСП)) по результатам выборов.
Кмет (мэр) общины Добричка — Петко Йорданов Петков (Болгарская социалистическая партия)  по результатам выборов.